# Bartolomeo Guidobono
Bartolomeo Guidobono, aussi connu sous le nom de Prêtre de Savone, est un peintre italien, né le 20 octobre 1654 à Savone et mort le 24 janvier 1709 à Turin. Il est connu pour ses figures baignant dans une lumière douce, dans l'influence du Corrège.

## Jeunesse
Il naît à Savone, fils de Giovanni Antonio Guidobono, un peintre de majolique. Il est le frère du peintre Domenico Guidobono (en). Bartolomeo a commencé comme peintre de faïence céramique avec son père, qui travaillait pour la cour royale de Savoie
 puis part étudier à Parme.

## Carrière

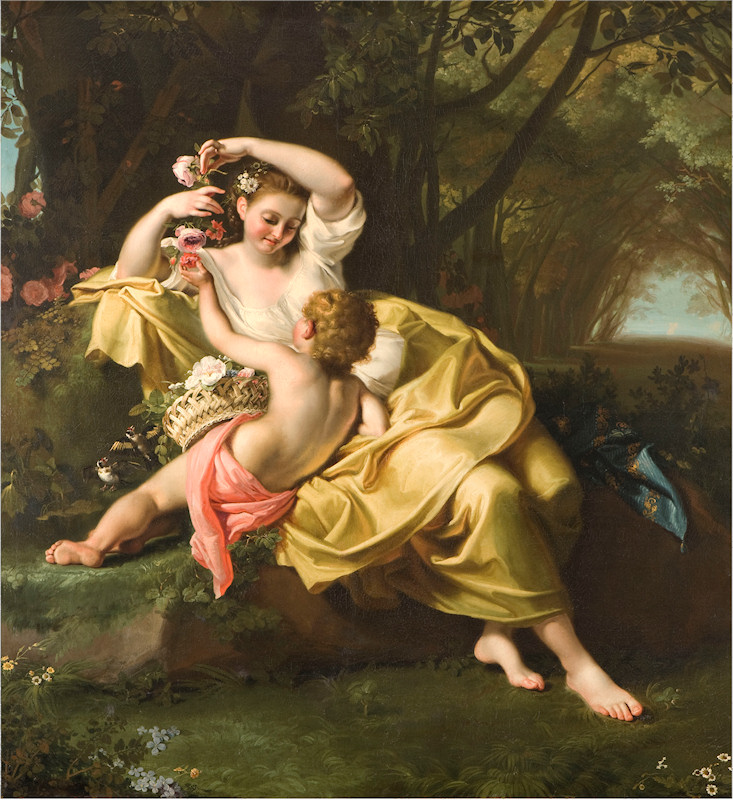
Allégorie du Printemps.

Son style élégant et gracieux était très populaire à Gênes où il participe à la décoration du Palazzo Rosso, en particulier un tableau sur l'Ivresse de Loth. Il était particulièrement à l'aise pour peindre les fleurs, les fruits, les animaux et dans les effets de clair-obscur.
Le duc Victor-Amédée II l'appelle à Turin pour réaliser les portraits de sa famille.
Pendant l'hiver rigoureux de 1709, il glissa dans son escalier ; n'ayant pu se relever ni appeler du secours, il y mourut de froid, le 24 janvier 1709 à Turin.